# Setaria stolonifera
Setaria stolonifera är en gräsart som beskrevs av Boldrini. Setaria stolonifera ingår i släktet kolvhirser, och familjen gräs. Inga underarter finns listade i Catalogue of Life.